# AfroCrowd

Logo da iniciativa

AfroCrowd (estilizado como AfroCROWD) é uma iniciativa para criar e melhorar informações sobre cultura e história negra na Wikipédia. O projeto está sediado em Nova York e foi fundado por Alice Backer em 2015. 

## Fundação

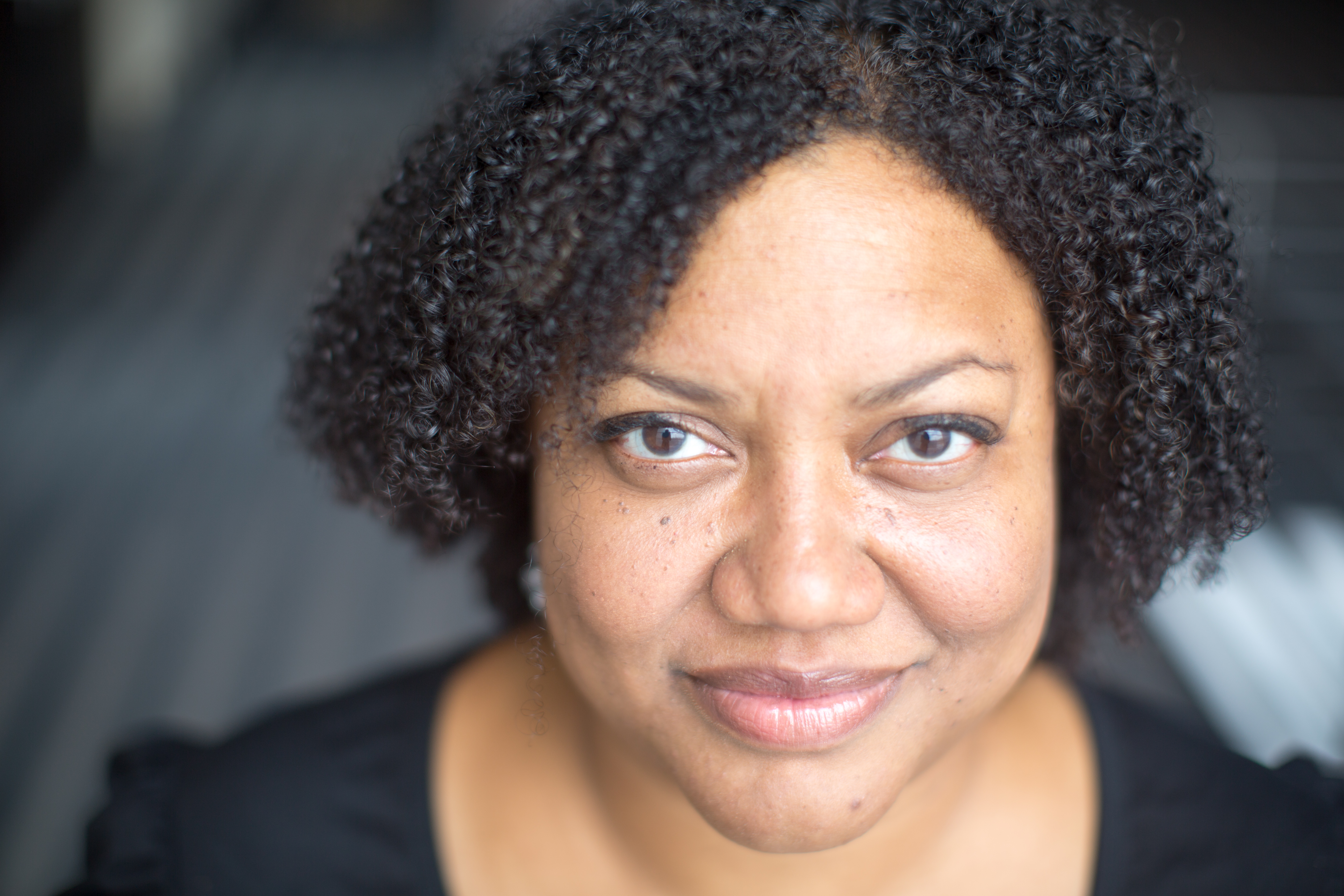
Alice Backer em 2015

Alguns observadores notaram uma escassez de conteúdo referente à história da África subsaariana na Wikipedia. Em 2015, a advogada Alice Backer fundou a AfroCROWD para "retificar a falta de artigos da Wikipedia sobre história negra e cultura negra". De acordo com Backer, o objetivo do projeto é “dar às pessoas de cor oportunidades de fazer mais do que participar e consumir mídias sociais”.

## Estratégias e táticas
AfroCROWD hospeda milhares de edições e palestras em toda a área metropolitana de Nova York. Eles fizeram parceria com outras organizações, como o Haiti Cultural Exchange e o Haitian Creole Language Institute para sediar esses eventos.
O AfroCROWD busca aumentar o número de afrodescendentes que participam ativamente da Wikimedia e dos movimentos de conhecimento livre.